# شبانه (شعر)
شبانه با مطلع «مرا/تو/بی‌سببی/نیستی» عنوان یکی از مشهورترین شعرهای احمد شاملو است که در فروردین ۱۳۵۱ سروده شد. شاملو چند شعر دیگر با نام «شبانه» سروده‌است که به «شبانه‌ها» معروف هستند.

## نقد و نظر
این شعر را از بهترین عاشقانه‌های شاملو دانسته‌اند.
مرتضی کاخی با اشاره به این شعر بر قدرت شاملو در به‌کارگیری کلمات تأکید می‌کند.
محمدرضا شفیعی کدکنی معتقد است در این شعر به نمونه‌ای تقریباً کامل از شعر شاملویی مواجه هستیم و تجانس آوایی در آن به حدی است که با صرفنظر از چند کلمه، همهٔ خوشه‌های آوایی از یک ترکیب هجایی به وجود آمده‌اند.
پروین سلاجقه درباره این شعر می‌گوید: «فضاسازی در این شبانه که مدیحه‌ای است بی‌مانند در ستایش عشق، در هم‌نوایی کامل با زبان صورت گرفته‌است».